# すこジャニ〜ルールだらけの旅〜
『すこジャニ〜ルールだらけの旅〜』（すこジャニ　ルールだらけのたび）は日本のフジテレビで放送されたバラエティ番組・旅番組である。

## 放送内容
菊池風磨（Sexy Zone）、河合郁人（A.B.C-Z）、田中樹（SixTONES）、辰巳雄大（ふぉ〜ゆ〜）の4人が、自分たちが考えてきたルールに自ら縛られながら、日本国内を旅して楽しむという、笑いあり涙ありの珍道中。彼らの共通点は「バラエティーを頑張りたい」ジャニーズである。
ルールを破った人はうずらの卵（通称：うずたま）を一つ食べなければならないという地味なペナルティーがある。第一弾では福岡から小倉までの列車の中で合計38個のうずたまを食べるはめになった。
ルールの例（括弧内は発案者）
- 3大バラエティーワード“マジで” “ヤバイ” “なんでだよ”の使用禁止（田中）
- 写真を撮るときはアイドル顔（辰巳）
- トイレに行くときはモノマネで申告（河合）
- 一人称は僕ちゃん（菊池）
- 先輩に電話して今年のお礼（田中）
- カタカナ語はネイティブ発音で（辰巳）※第2弾

田中が考えてきた出演者4人のユニット名は「CHAMPON」。理由については「いろんなグループから集まった」「CHAMPION(チャンピオン)になりたいけど、I(アイ)が足りない。だからみんな愛してね」と説明した。最年長は辰巳である。
第2弾のロケ当日6月15日は田中の誕生日であり、3人からサプライズで誕生日プレゼントが渡される。それは第1弾のときの写真がプリントされた“世界に1枚しかないTシャツ”であった。背面には辰巳と菊池の「レスリング兄弟」の写真がプリントされている。
第1弾
タキシードを着てやる気全開全快の4人が福岡・博多駅に集結し、九州の旅がスタート。大分・別府の温泉を訪れるほか、船釣りに挑戦する。
第2弾
前回のハードなロケで絆ができた4人が今回は四国を舞台に体を張ったロケを敢行！1日目は香川、2日目は徳島を訪れ、アクティビティーやグルメを楽しむ。
最終的に辰巳が199個、菊池が96個、田中が157個、河合が91個のうずたまを食していた。

## 放送局
第1弾
| 放送対象地域 | 放送局              | 系列           | 放送日時                     | 備考   |
| ------------ | ------------------- | -------------- | ---------------------------- | ------ |
| 関東広域圏   | フジテレビ（CX）    |                | 2020年12月12日 10:25 - 11:50 | 制作局 |
| 静岡県       | テレビ静岡（SUT）   | フジテレビ系列 | 2021年1月10日 25:30 - 26:55  |        |
| 福岡県       | テレビ西日本（TNC） | フジテレビ系列 | 2021年3月27日 15:00 - 16:25  |        |

第2弾
| 放送対象地域 | 放送局                    | 系列           | 放送日時                     | 備考   |
| ------------ | ------------------------- | -------------- | ---------------------------- | ------ |
| 関東広域圏   | フジテレビ（CX）          |                | 2021年8月21日 10:25 - 11:50  | 制作局 |
| 静岡県       | テレビ静岡（SUT）         | フジテレビ系列 | 2021年9月8日 24:25 - 25:50   |        |
| 高知県       | 高知さんさんテレビ（KSS） | フジテレビ系列 | 2021年10月10日 16:00 - 17:25 |        |
| 中京広域圏   | 東海テレビ（THK）         | フジテレビ系列 | 2021年10月11日 25:40 - 27:05 |        |
| 福岡県       | テレビ西日本（TNC）       | フジテレビ系列 | 2021年10月16日 16:00 - 17:25 |        |
| 鹿児島県     | 鹿児島テレビ（KTS）       | フジテレビ系列 | 2021年10月17日 16:05 - 17:30 |        |
| 山口県       | テレビ山口（TYS）         | TBS系列        | 2021年10月23日 16:00 - 17:25 |        |

## スタッフ
第1弾
- ナレーター：斉藤舞子（フジテレビアナウンサー）
- 構成：酒井健作、森泉たつひで
- TP：高瀬義美
- CAM：秋山勇人
- AUD：小清水健治
- 音響効果：高取謙
- 美術制作：副島翔太郎（フジテレビ）
- アートコーディネーター：内山高太郎
- 編集：小笠原一登
- MA：横井秀也
- TK：髙木美紀
- デスク：高橋沙織
- ロケコーディネーター：森川暢哉
- 技術協力：ニユーテレス、IMAGICA Lab.、ON、KKTイノベート
- ロケ協力：九州旅客鉄道、北九州市企画調整局地方創生推進室、北九州観光コンベンション協会、別府市、城島高原パーク、グリルみつば、東蓮田温泉、高千穂町役場、高千穂町観光協会、道の駅北方よっちみろ屋、延岡市役所、デイサービス干支の里、延岡市土地改良区、古賀プロロケーションサービス、大江戸温泉物語ホテルズ&リゾーツ、三慶サービス
- AD：柴田尚輝（フジテレビ）、竹下未涼、亀澤竜馬
- AP：河合ちはる
- 制作進行：勝又郁乃
- ディレクター：木村剛（フジテレビ）、阿部雄大、高橋大樹
- 演出：中川将史（フジテレビ）
- 企画・チーフプロデューサー：蜜谷浩弥（フジテレビ）
- 制作：フジテレビ編成制作局制作センター第二制作室
- 制作著作：フジテレビ

第2弾
- ナレーター：斉藤舞子（フジテレビアナウンサー）
- 構成：酒井健作、森泉たつひで
- TP：高瀬義美
- CAM：秋山勇人
- AUD：小清水健治
- 音響効果：高取謙
- 美術制作：副島翔太郎（フジテレビ）
- アートコーディネーター：内山高太郎
- 編集：小笠原一登
- MA：横井秀也
- TK：髙木美紀
- デスク：海藤智美
- ロケコーディネーター：森川暢哉
- 技術協力：ニユーテレス、IMAGICA Lab.、ON
- ロケ協力：高松琴平電気鉄道、公益財団法人香川県観光協会、高松市国分寺B&G海洋センター、大江戸温泉物語ホテルズ&リゾーツ、レオマユニティー、四国旅客鉄道、ジェイアール四国企画、徳島市農業協同組合、有限会社綾南交通、徳島県ロケーション・サービス、三好市役所産業観光部まるごと三好観光戦略課、(有)こおり、松前町役場、三慶サービス
- 制作協力：フリーピット
- AD：田中杏、亀澤竜馬、神田真穂
- 制作進行：勝又郁乃
- ディレクター：木村剛（フジテレビ）、阿部雄大、高橋大樹、桂田心
- プロデューサー：山﨑貴博（フジテレビ）、石井伸幸（フリーピット）
- 演出：中川将史（フジテレビ）
- 企画・チーフプロデューサー：蜜谷浩弥（フジテレビ）
- 制作著作：フジテレビ

## 関連番組
- 芸能人が本気で考えた!ドッキリGP - 制作スタッフが同じである[6]